# Loulay
Loulay, je naselje in občina v zahodnem francoskem departmaju Charente-Maritime regije Poitou-Charentes. Leta 2006 je naselje imelo 738 prebivalcev.

## Geografija
Kraj leži v pokrajini Saintonge ob izviru reke Trézence, 39 km severno od njenega središča Saintes.

## Uprava
Loulay je sedež istoimenskega kantona, v katerega so poleg njegove vključene še občine Bernay-Saint-Martin, Coivert, Courant, La Croix-Comtesse, Dœuil-sur-le-Mignon, La Jarrie-Audouin, Lozay, Migré, Saint-Félix, Saint-Martial, Saint-Pierre-de-l'Île, Saint-Séverin-sur-Boutonne, Vergné in Villeneuve-la-Comtesse s 4.863 prebivalci.
Kanton Loulay je sestavni del okrožja Saint-Jean-d'Angély.
1. ↑  »Populations légales 2016«. Nacionalni inštitut za statistične in gospodarske raziskave. Pridobljeno 25. aprila 2019.